# Nyctemera pellex
Nyctemera pellex är en fjärilsart som beskrevs av Carl von Linné 1758. Nyctemera pellex ingår i släktet Nyctemera och familjen björnspinnare. Inga underarter finns listade i Catalogue of Life.